# Parmenopsis
Parmenopsis is een kevergeslacht uit de familie van de boktorren (Cerambycidae). De wetenschappelijke naam van het geslacht werd voor het eerst geldig gepubliceerd in 1881 door Ganglbauer.

## Soorten
Parmenopsis is monotypisch en omvat slechts de volgende soort:
- Parmenopsis caucasica (Leder, 1879)